# (2660) Wasserman
(2660) Wasserman (1982 FG; 1974 KG; 1975 VZ2; 1979 SC2; A924 SA) ist ein ungefähr neun Kilometer großer Asteroid des mittleren Hauptgürtels, der am 21. März 1982 vom US-amerikanischen Astronomen Edward L. G. Bowell am Lowell-Observatorium, Anderson Mesa Station (Anderson Mesa) in der Nähe von Flagstaff, Arizona (IAU-Code 688) entdeckt wurde. Er gehört zur Eunomia-Familie, einer Gruppe von Asteroiden, die nach (15) Eunomia benannt ist.

## Benennung
(2660) Wasserman wurde am 28. Januar 1983 nach dem US-amerikanischen Astronomen Lawrence H. Wasserman benannt, der ein Planetenastronom am Lowell-Observatorium (IAU-Code 690) ist.